# Adenia venenata
Adenia venenata es una especie de arbusto perteneciente a la familia  Passifloraceae. Es originaria de África.

## Descripción
Es una planta trepadora, a veces arbustiva, que alcanza los 8 m de largo, que consiste en una parte basal carnosa en forma de botella (leñosa) de hasta 2 por 0,5 (-0,75) m, que trepa en las ramas de arbustos suculentos o escandentes.

## Distribución y hábitat
Se encuentra en el este tropical de África, en el Cuerno de África y Yemen, en los bosque secos y matorrales; en lugares abiertos pedregosos, y en una variedad de suelos: arena, arcilla, tierras volcánicas, basalto y caliza; a una altitud de 0-1700 metros.

## Ecología
La planta es el alimento de las larvas de la mariposa Acraea anemosa.